# Azione Osoaviachim
L'Azione Osoaviachim (in tedesco Aktion Ossawiakim) o Operazione Osoaviachim (in tedesco Operation Ossoawiachim; in russo Операция Осоавиахим?, Operazcija Osoaviachim) è stata un'operazione segreta sotto la direzione dell'Amministrazione militare sovietica in Germania (SMAD) di Ivan Serov. Secondo tale piano, nelle prime ore del mattino del 22 ottobre 1946 più di 2 500 lavoratori qualificati tedeschi selezionati (in russo Специалист?, Specialist) da parte delle imprese e delle istituzioni attive nella Zona di occupazione sovietica (ZOS) e del settore sovietico di Berlino, furono deportati con la forza in Unione Sovietica assieme a più di circa 4 000 familiari.
L'Unione Sovietica violò il protocollo n. 2 della Commissione alleata di controllo ("Richieste supplementari alla Germania") del 20 settembre 1945, secondo cui la selezione dei lavoratori tedeschi inviati all'estero come risarcimento doveva essere effettuata dalle autorità tedesche secondo le istruzioni delle rappresentanze alleate. Questa violazione da parte dell'URSS provocò una protesta britannica nella Commissione di controllo.
L'azione Osoavachim fu descritta dal governo sovietico come un'operazione per gli "esperti stranieri in URSS" (Иностранные специалисты в СССР). In molti casi, le famiglie delle persone colpite e i loro beni furono trasferiti. Gli anni trascorsi nel territorio sovietico prevedevano l'assenza di contratti di lavoro e di legittimità attraverso documenti personali. Il nome dell'operazione fu probabilmente trasmesso per la prima volta dall'agenzia di stampa generale Deutsche Nachrichtenagentur delle forze di occupazione americane il 23 ottobre 1946, in riferimento all'allora grande organizzazione sovietica Osoaviachim impegnata nel reclutamento di civili nell'Armata Rossa durante la seconda guerra mondiale.

## Contesto
Con l'avvicinarsi della fine della seconda guerra mondiale in Europa e della sconfitta della Germania nazista, gli Alleati iniziarono a cercare soluzioni per appropriarsi delle conoscenze tecniche dei tedeschi. Le potenze vittoriose avevano concordato alla fine della guerra che uno dei possibili servizi di riparazione avrebbe potuto essere l'utilizzo di forza lavoro e delle menti ritenute più brillanti. Tra gli specialisti più ricercati vi erano quelli in fisica nucleare per lo sviluppo della bomba atomica, seguita da esperti della tecnologia missilistica del V2 e di altre armi, piattaforme giroscopiche per la navigazione autonoma, costruzione di velivoli moderni, apparecchiature elettroniche, tecnologie per i film a colori, armi chimiche e altro. Il reclutamento o l'espatrio forzato di lavoratori qualificati era uno dei compiti delle cosiddette commissioni trofei.
Immediatamente dopo la capitolazione della Germania nazista, fu avviato il trasferimento di lavoratori qualificati, documenti, laboratori e materiale all'estero dalle zone di occupazione occidentali. Tra i casi più noti vi è la deportazione dei fisici nucleari tedeschi di Farm Hall. Nella zona di occupazione sovietica, l'URSS realizzò inizialmente una varietà di uffici di progettazione, come l'Istituto Nordhausen di Bleicherode e l'Istituto di Berlino per la ricostruzione dei missili nazisti a lungo raggio.
L'operazione Osoaviakim fu approvata dall'ordine n. 1017-419 del Consiglio dei Ministri dell'URSS (Sovmin) il 13 maggio del 1946: l'NKVD commissionò a Ivan Serov, all'epoca il capo dell'amministrazione militare sovietica in Germania, i preparativi segreti per "trasferire gli uffici di progettazione e circa 2 000 specialisti tedeschi alla fine del 1946". L'Unione Sovietica voleva garantire il pieno accesso alle tecnologie tedesche trasferendo le competenze e smantellando le strutture di produzione per poi ricostruirle nel territorio sovietico. Inoltre, l'accordo di Potsdam del 2 agosto 1945 poneva il divieto di sviluppare e fabbricare armi in Germania. Con l'ordine n. 1539-686 del Sovmin del 9 luglio 1946, Iosif Stalin fissò il 22 ottobre 1946 come data d'inizio del lavoro di smantellamento.
In un'operazione segreta, entro mezza giornata del 22 ottobre furono implementate delle strutture in tutta la zona di occupazione sovietica e furono forniti 92 treni merci per il trasporto.
Nella prima menzione dello svolgimento dell'Azione Osoaviachim, furono citati impianti, strutture e comandi segreti che avrebbero dovuto essere approvati e completati.

## Svolgimento dell'operazione

### Inizio dell'espatrio forzato
La notte tra il 21 e il 22 ottobre 1946, dopo le elezioni statali nella Zona di occupazione sovietica e l'elezione del Consiglio comunale della Grande Berlino, degli ufficiali sovietici e un interprete, accompagnati da un soldato armato, fecero rappresaglie nelle case degli specialisti tedeschi, chiedendo loro di imballare le loro cose e preparare le valigie. I camion e le ferrovie erano già pronti per l'immediato espatrio all'insaputa delle persone selezionate e delle loro famiglie. Complessivamente, fu espatriato un totale di circa 6 500 persone, molte delle quali furono portate in Unione Sovietica contro la loro volontà. 1 385 specialisti lavorarono presso il Ministero dell'Aeronautica (per la realizzazione di aeromobili, esoreattori e missili terra-aria), 515 presso il Ministero degli armamenti (razzi a propellente liquido), 358 presso il Ministero dell'Industria delle telecomunicazioni (radar e radiocomunicazioni), 81 presso il Ministero dell'Industria chimica, 62 nel Ministero della costruzione navale (giroscopi e sistemi di navigazione), 27 nel Ministero delle macchine agricole (razzi a propellente solido ), 14 nel Ministero dell'industria cinematografica e fotografica, 3 nel Ministero dell'industria petrolifera e 107 nel Ministero dell'industria leggera.
Il 22 ottobre, l'Associazione nazionale di Berlino del Partito Socialdemocratico di Germania protestò contro le deportazioni e il 24 ottobre, il Consiglio di controllo degli Alleati ricevette un messaggio di protesta da parte della rappresentanza britannica, con l'approvazione di americani e francesi, contro il trasferimento di 400 lavoratori qualificati di Berlino, compresi i residenti del settore britannico della città, nell'Unione Sovietica considerandolo come una violazione delle disposizioni di legge sul lavoro della Kommandatura alleata e dei diritti umani. Tuttavia, il dibattito del Consiglio di controllo su questo argomento fu rinviato al 29 ottobre a causa di "forti divergenze riguardanti la natura volontaria o involontaria dei trasporti" tra i rappresentanti sovietici e quelli americani e britannici.
Nella ZOS e a Berlino Est, invece, il dissenso nei confronti delle deportazioni fu messo a tacere dopo una breve protesta da parte della Federazione Tedesca dei Sindacati Liberi e del Partito Socialdemocratico Tedesco. Sia i tedeschi che, in particolare, i direttori delle fabbriche sovietiche furono sorpresi da questa azione preparata dal governo e non furono in grado di intervenire.
Lo specialista Kurt Magnus, sfollato verso l'isola del lago Seliger, scrive:
Gli specialisti tedeschi guadagnavano più dei loro omologhi sovietici. Gli scienziati, i tecnici e i lavoratori qualificati venivano assegnati a singoli progetti o gruppi di lavoro, principalmente nei settori dell'aviazione e della missilistica, della ricerca nucleare, della chimica e dell'ottica. Il soggiorno era di circa cinque anni. Nel periodo successivo, numerosi inventari di aziende tedesche all'avanguardia furono smantellati e spediti nell'Unione Sovietica, tra cui quelli appartenenti alla Carl Zeiss (Jena), alla Junkers (Dessau) e alla Siebel-Werke (Halle). Ciò faceva parte delle indennità di guerra garantite dall'accordo di Potsdam. L'operazione Osoaviachim assicurò in anticipo gli specialisti necessari all'Unione Sovietica per la ricostruzione e lo sviluppo dell'industria della difesa, nonché della tecnologia nucleare e missilistica. Inoltre, per ragioni strategiche, ad alcuni ricercatori e ingegneri militari non fu permesso di lasciare la zona di occupazione sovietica.
Dopo un periodo di prigionia, gli specialisti tornarono in Germania tra il 1951 e il 1958. Prima della loro partenza, gli fu ordinato di mantenere il segreto nel corso degli anni passati in Unione Sovietica. Coloro che tornavano nella Repubblica Democratica Tedesca di solito ricevevano generose offerte per incarichi elevati, anche se loro famiglie preferivano un alloggio garantito.

### Industria automobilistica e dei trasporti
Inizialmente, la SMAD istituì nella ZOS i cosiddetti "uffici di progettazione sperimentale" (OKB), sotto la guida sovietico-tedesca. Alcuni erano stati creati nella metà del 1946 all'interno di grandi imprese statali come negli impianti centrali di Bleicherode con diverse migliaia di dipendenti. A questo proposito, le disposizioni del Consiglio di controllo che limitano la ricerca tedesca fino all'autunno del 1946 furono gestite in maniera estremamente lenta dalla SMAD. Tali istituzioni furono poi convertite in società per azioni sovietiche (Sowjetische Aktiengesellschaft, SAG). La creazione di istituti militari di questo tipo, importanti a livello strategico e situate nella zona di occupazione sovietica, andava però in conflitti con i trattati stipulati dagli Alleati, e parte della leadership sovietica preferì quindi trasferire questi istituti nell'URSS. Ciò fu a sua volta respinto da altri membri del governo sovietico, secondo cui tale azione non avrebbe portato alla competizione nel proprio paese. Quindi Stalin decise il 2 aprile 1946 il cambio di persone e mezzi nell'Unione Sovietica.
Per lo sviluppo di razzi in Germania, l'URSS inviò il progettista di razzi Sergej Korolëv presso l'impianto centrale Bleicherode e fu coinvolto nell'operazione.
Per quanto riguardava l'industria automobilistica e dei trasporti, il Ministero del settore del trasporto aereo Michail Chruničev emanò l'ordine n. 228ss del 19 aprile 1946, con il quale fu definito il numero di persone e materiali necessari.

#### Alcune istituzioni interessate
- Arado Flugzeugwerke, Campo d'aviazione di Brandenburg-Briest
- Askania Werke AG, Friedenau
- BMW, stabilimenti di Unseburg vicino a Staßfurt
- DVL, Adlershof
- Junkers, Dessau
- Heinkel-Werke, Oranienburg e Rostock
- Istitut Rabe (Acronimo di Institut für RAketenBau und Entwicklung), Bleicherode
- Siebel Flugzeugwerke, Halle
- Siemens & Halske, Berlino Est
- Impianto centrale di Bleicherode
- Flugzeug-OKB, Halle
- Geräte-OKB, Berlino
- OKB per motori di Dessau e Unseburg
- OKB per diesel di Dessau

#### Alcune località sovietiche interessate
- Babuškin
- Bolševo
- Chimki
- Dzeržinsk
- Gorodomlija, isola del lago Seliger[25]
- Lis-chimstroi e Rubižne
- Podberesje, oggi Dubna 3
- Podlipki[26]
- Savëlovo, oggi distretto di Kimry
- Tušino
- Kujbyšev

#### Specialisti interessati (selezione)
- Werner Albring, Università di Hannover
- Erich Apel, Linke-Hofmann-Werke, Wroclaw
- Friedrich Asinger, Università "Martin Lutero" di Halle-Wittenberg
- Bruno Baade, Junkers, Dessau
- Georg Backhaus, Junkers, Dessau[27]
- Josef Blass e Arado Flugzeugwerke, Brandeburgo sulla Havel
- Günther Bock, DVL, Adlershof
- Ferdinand Brandner, Junkers, Dessau
- Helmut Breuninger, Askania Werke AG, Friedenau[28]
- Werner Buschbeck, Telefunken, Berlino
- Rudolf Coerman[29]
- Gerhard Cordes, Junkers, Dessau
- Norbert Elsner, Università tecnica di Dresda
- Matthias Falter, AEG Kabelwerk Oberspree, Berlino[30]
- Helmuth Faulstich, Istituto Ernst-Orlich, Danzica
- Hellmut Frieser, Università tecnica di Dresda[27]
- Karl-Hermann Geib, Leunawerke, Leuna[31]
- Siegfried Günter, Heinkel-Werke Oranienburg, Oranienburg
- Helmut Gröttrup, Elektromechanische Werke, Karlshagen
- Heinz Hartlepp, Askania-Werke, Berlino[32]
- Helmut Heinrich, Università tecnica di Dresda e Junkers, Dessau
- Paul Herold, Leunawerk, Leuna[33]
- Johannes Hoch, Università di Gottinga[34]
- Heinz Jaffke[35]
- Alois Jasper, Mittelwerk[36]
- Heinrich Kindler, Telefunken e Askania, Berlino
- Kurt Kracheel, Beuth Hochschule für Technik Berlin[34]
- Peter Lertes, Askania, Berlino[28]
- Kurt Magnus, Università Georg-August di Gottinga
- Walther Pauer, Università tecnica di Dresda
- Fritz Preikschat, Gesellschaft für Elektroakustische und Mechanische Apparate (GEMA), Berlino[37]
- Karl Prestel, BMW Unseburg (vicino a Staßfurt)
- Heinz Rössing, Siebel, Halle
- Alfred Scheibe, Junkers, Dessau
- Rudolf Scheinost, BMW Staßfurt[38]
- Gerhard Schmitz, Ernst Heinkel Flugzeugwerke, Rostock
- Gustav Ernst Robert Schulze, Junkers, Dessau
- Heinrich Singer[39]
- Karl Viktor Stahl[40]
- Fritz Viebach, Centro di ricerca militare di Peenemünde, Karlshagen[41]
- Heinrich Wilhelmi, DeTeWe, Berlino
- Hans Wocke, Junkers, Dessau
- Waldemar Wolff, Krupp, Essen[42]

### Industria ottica e del vetro
Le corrispondenti fabbriche sovietiche della Carl-Zeiss-Werke e Jenaer Glaswerk Schott & Gen. di Jena furono gestite dal comando segreto n. 186 del Ministero degli armamenti dell'URSS a partire dal 16 luglio 1946.
Se l'industria automobilistica e dei motori la ricerca e lo sviluppo erano prioritari per l'URSS, il governo dette molta importanza anche all'industria ottica e del vetro, sviluppando adeguate linee di produzione. Oltre alla deportazione del personale di ricerca e sviluppo, ciò portò anche alla deportazione del personale di produzione per la formazione dei specialisti sovietici nonché il sequestro di attrezzature e macchinari. Con i mezzi di produzioni rimasti a Jena, la Germania non erano più in grado di fornire le riparazioni richieste dalla parte sovietica, portando a conflitti tra l'Amministrazione militare sovietica e il governo di Mosca.
Tuttavia, la Zeiss-Werke fu saccheggiata, nei mesi successivi alla fine della seconda guerra mondiale, dalle truppe statunitensi nel contesto della cosiddetta Carl-Zeiss-Werk-Mission e quindi delle quantità significative di mezzi furono trasferite nella zona di occupazione americana.

#### Alcune città sovietiche interessate
- Izjum
- Leningrado
- Lytkarino
- Mosca
- Novosibirsk
- Kiev
- Krasnogorsk
- Zagorsk

#### Alcuni specialisti interessati
- Horst Anschütz
- Oskar Bihlmeier
- Paul Gänsewein
- Paul Görlich, Università tecnica di Dresda e Zeiss Ikon
- Karl Gundlach
- Georg Günzerodt
- Friedrich Hauser
- Wilhelm Kämmerer
- Herbert Kortum, Università di Jena, Jena
- Alfred Krohs
- Konrad Kühne
- Karl Linnemann
- Franz Peter
- Artur Pulz
- Herbet Schorch
- Wilhelm Friedrich Gottfried Schütz,[44] Università di Jena
- August Sonnefeld
- Harald Straubel
- Walter Süss
- Robert Tiedecken
- Fritz Winter

### Altre strutture

#### Istituzioni interessate (selezione)
- AEG - Kabelwerk Oberspree
- Hentschel, Staßfurt
- Filmfabrik Wolfen
- Farbfilmkopierwerk Sovexportfilm Berlin
- Telefunken, Berlino
- Wirkwarenfabrik Kötschen, Apolda
- Aziende dell'industria pesante del distretto di Chemnitz
- GEMA (Società per strumenti di misura elettrici), Köpenick
- IG Farben:[45] Leunawerke, Buna-Werke (Schkopau), Farbenfabrik Wolfen, Elektrochemisches Kombinat Bitterfeld, Werk Ammendorf, Werk Böhlen.

#### Alcune città sovietiche interessate
- Šostka per la Filmfabrik Wolfen
- Gorkij

#### Altre aziende
- Haban, AEG - Kabelwerk Oberspree
- Paul Kotowski, Telefunken, AEG - Kabelwerk Oberspree
- Matthias Falter, AEG - Kabelwerk Oberspree
- Werner Holzmüller, Labor- und Versuchswerk Oberspree[46]
- Alfred Rieche, IG Farben, Wolfen
- Kurt Meyer, pellicole a colori per la Sovexportfilm di Berlino

## Menzioni dell'operazione
Dopo una prima menzione avvenuta pochi giorni dopo il 22 ottobre 1946, la designazione "Aktion Ossawakim" non venne più citata fino al 1953 con il completamento della deportazione. Nella SBZ e a Berlino Est, invece, il dissenso contro le deportazioni è stato messo a tacere dopo una breve protesta da parte della FDGB e dell'SPD. Tuttavia, gli storici evitano questo termine e viene rifiutato dalle persone interessate e dai loro discendenti. Secondo Christoph Mick, questo termine è stato finora attestato solo da rapporti di agenti dei servizi segreti americani e britannici. In inglese, contrariamente alla trascrizione tedesca errata, la trascrizione corretta è Operation Osoaviakhim.
Questa definizione termine non si trova nei documenti de-secretati del Ministero della Sicurezza dello Stato e nei loro fascicoli si afferma solo molto generalmente che tali scienziati sono stati in URSS durante il periodo in questione.